# William von Wykeham

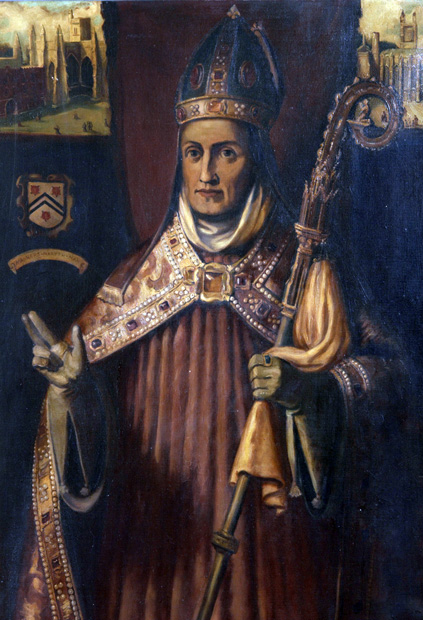
William von Wykeham

William von Wykeham (* 1324 in Wickham, Hampshire; † 27. September 1404 in Winchester) war ein englischer Politiker und Bischof von Winchester.

## Leben
Wykeham war der Sohn des John Long, eines armen Bauern aus Wickham in der Grafschaft Hampshire. Als Protegee zweier Adliger, des Sir Ralph Sutton, des Constable von Winchester Castle und des Sir John Scures, Lord of Wickham, wurde er in Winchester-School erzogen. 1349 wurde er als Kaplan zum Rektor von Irstead in Norfolk ernannt. 1347 wurde er Beamter unter König Eduard III., der ihn 1350 beauftragte, den Umbau und die Umgestaltung von Windsor Castle zu leiten. Wykeham erlangte durch diese Arbeiten und durch andere Bauvorhaben an königlichen Gebäuden das Vertrauen Eduards, der ihm den Titel Clerk of the king’s works verlieh. Wykeham war eher Politiker als Geistlicher und ein berüchtigter Pfründensammler. So hatte im Laufe der Zeit sieben Präbenden erlangt und war unter anderem Archdeacon von Lincoln geworden. Er stieg zu großem politischem Einfluss auf, war von 1361 bis 1367 Justice in Eyre South of the Trent, wurde 1363 Lordsiegelbewahrer und 1367 Lordkanzler.
Auch im kirchlichen Bereich machte er weiter Karriere: 1366 wurde er zum Bischof von Winchester gewählt. 1371 musste er die Kanzlerschaft aufgeben, doch gewann er sie 1389 unter König Richard II. für weitere zwei Jahre zurück. Sein größtes Verdienst war 1379 die Gründung des New College in Oxford  und des Winchester College in Winchester (1382): beide selbstverwalteten Institute wurden vorbildlich für das englische Erziehungswesen des 15. Jahrhunderts. Er starb am 20. September 1404 in South Waltham und wurde in der Winchester Cathedral bestattet. Sein Wahlspruch lautete: „Manners makyth man“ (Die Umstände machen einen Mann).